# Comté de Clark (Kentucky)
Pour les articles homonymes, voir Comté de Clark.
Le Comté de Clark est un comté de l'État du Kentucky, aux États-Unis, fondé en 1792. Son siège est basé à Winchester.